# Emil Böhm
Emil Karl August Böhm (* 4. September 1873 in München; † 22. Juli 1958 ebenda) war ein deutscher Maler.

## Leben
Emil Böhm studierte von 1888 bis 1891 Kunstgeschichte in München, 1891 an der privaten Kunstschule von Simon Hollósy und von 1891 bis 1901 an der Akademie der Bildenden Künste München bei Johann Caspar Herterich, Paul Hoecker und Franz Defregger. 1899 reiste er zu Malstudien nach Venedig, 1902 nach Budapest und Thüringen, 1903 bis 1904 nach Florenz und Rom. Böhm wurde bekannt durch seine Kopien Alter Meister.
Er war bis 1939 Mitglied der Münchner Künstlergenossenschaft (MKG).

## Werke
- Das apokolyptische Weib nach Peter Paul Rubens am Hochaltar des Freisinger Doms (1926).
- Oswolt Krel nach Albrecht Dürer im Stadtmuseum Lindau (1930).